# Cirilo Júnior
Carlos Cyrillo Júnior (Curitiba, 25 de dezembro de 1886 — São Paulo, 31 de maio de 1965) foi um advogado e político brasileiro.

## Biografia
Bacharelou-se em Direito, especializando-se em direito criminal, comercial e civil. Foi ainda professor de direito civil, comercial e criminal na Faculdade de Direito de São Paulo e membro do Instituto da Ordem dos Advogados do Brasil.
De 1912 a 1929 ocupou várias vezes a cadeira de deputado na Assembleia Legislativa de São Paulo. Em 1930, elegeu-se deputado federal por São Paulo, exercendo o mandato de maio a outubro, quando o Congresso Nacional foi fechado. Em janeiro de 1932 foi um dos signatários do manifesto do Partido Republicano Paulista (PRP). No mês de julho os paulistas deflagraram a Revolução Constitucionalista, derrotada militarmente, em outubro, pelo governo federal. Cyrillo Júnior, que havia colaborado com a organização do levante armado, foi levado preso para o Rio de Janeiro e em seguida deportado para Lisboa.
De volta ao Brasil elegeu-se, em 1934, deputado à Assembleia Constituinte paulista na legenda do PRP. Participou dos trabalhos constituintes e, com a promulgação da nova Carta estadual, passou a exercer mandato legislativo ordinário. Foi líder da oposição até 1937 quando, mais uma vez, os órgãos legislativos foram fechados com a implantação do Estado Novo. Voltou então a exercer as atividades forenses, e em 1939 tornou-se membro do Conselho Administrativo do Estado de São Paulo.
No ano de 1945, Cyrillo Júnior filiou-se ao Partido Social Democrático (PSD) de São Paulo. Em 2 de dezembro elegeu-se deputado por São Paulo à Assembleia Nacional Constituinte (ANC). Empossado em fevereiro de 1946, participou dos trabalhos como líder da bancada paulista do PSD e como relator-geral do projeto da Constituição. Com a promulgação da nova Carta em 18 de setembro de 1946), passou a exercer mandato ordinário.
Em 1949, Cyrillo Júnior foi eleito presidente da Câmara dos Deputados, cargo no qual permaneceria até o final da legislatura. Ainda neste ano assumiu a presidência do PSD em substituição a Nereu Ramos.
Nas eleições, realizadas em outubro de 1950, concorreu à reeleição para a Câmara Federal, obtendo a primeira suplência. No decorrer dessa legislatura exerceu o mandato de agosto de 1952 a dezembro de 1953, e de janeiro a dezembro de 1954.
Foi ministro da Justiça e Negócios Interiores no governo Juscelino Kubitschek, de 8 de julho de 1958 a 31 de julho de 1959.
Cyrillo Júnior foi ainda embaixador do Brasil na Bélgica de 1960 a 1963.